# Phora prisca
Phora prisca är en tvåvingeart som beskrevs av Goto 1985. Phora prisca ingår i släktet Phora och familjen puckelflugor. Inga underarter finns listade i Catalogue of Life.